# XIII Толедський собор
Тринадцятий Толедський собор (лат. Synodus Toletana decimum tertium) — один із соборів, що проводилися в місті Толедо, столиці Вестготського королівства.

## Історія
Собор, скликаний за наказом вестготського короля Ервіга, відкрився 4 листопада 683 року. У синоді взяли участь 77 єпископів на чолі з Юліаном Толедським, 5 абатів та 30 інших високопоставлених служителів Церкви.
Тринадцятий Толедський собор був присвячений вирішенню долі учасників повстання герцога Павла, що стався в 673 році за правління короля Вамби. На прохання Ервіга церковнослужителі схвалили рішення про повернення учасникам заколоту та їхнім нащадкам майна і прав. Амністія поширювалася також на всіх, хто був звинувачений у подібних діяннях з часу правління короля Хінтіли (636-640 роки). Ервіг не хотів, щоб його царювання було затьмарено випадками вендетти.
Собор також засудив практику примусу давати свідчення під тортурами. У соборних актах заявлялося, що справедливість має тріумфувати без застосування катувань. Рішенням учасників собору встановлено максимальний термін тюремного покарання.
Нарешті, на Тринадцятому Толедському соборі було повторено заборону переслідування членів сім'ї монарха після його смерті.